# Désert australien

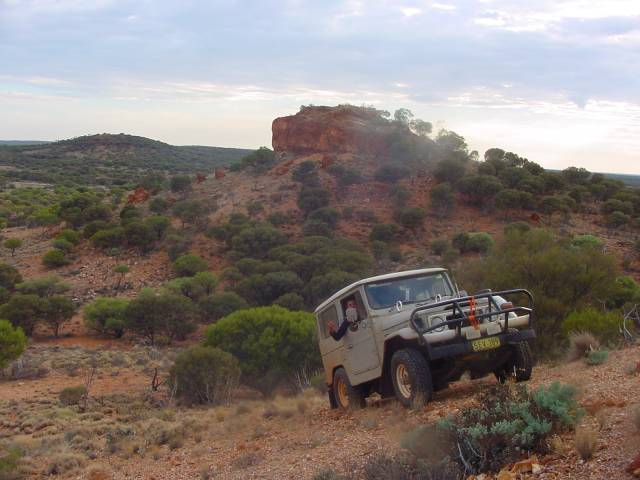
Un véhicule dans le désert de Gibson.

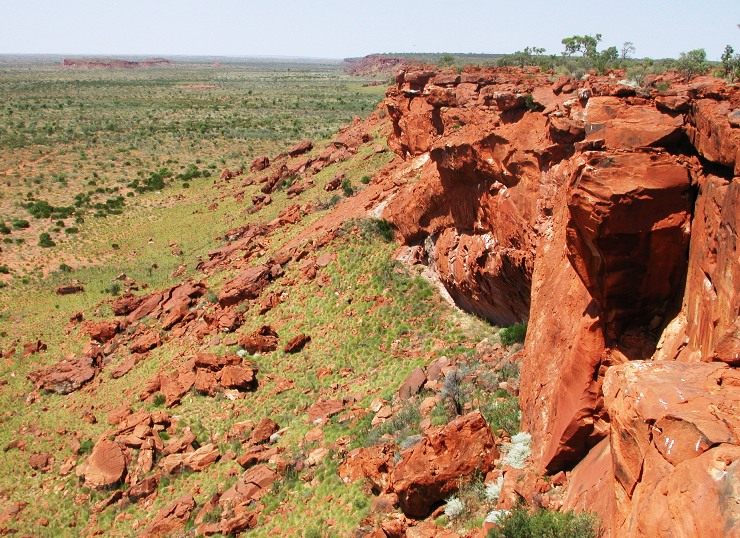
Le petit désert de sable.

Les déserts australiens couvrent, au total près de 1 371 000 km2, soit 18 % de l'Australie. La plupart des déserts se situent dans la partie centrale et au nord-ouest de l'île principale.
Environ 35 % du continent reçoit si peu de pluie qu'il peut être considéré comme un désert. Au total, 70 % du continent reçoit moins de 500 mm d'eau annuellement, le rendant aride ou semi-aride.
Les endroits les plus arides d'Australie se trouvent dans la partie du bassin du lac Eyre située en Australie-Méridionale : un endroit près du lac Eyre recevrait seulement 81 mm de précipitations en moyenne annuelle. Un autre endroit, Troudaninna Bore (coordonnées : 29° 11' 44" S, 138° 59' 28" E, altitude : 46 m) a reçu, entre 1893 et 1936, en moyenne annuelle, 104,9 mm (4,13 pouces) de précipitations. Mulka Bore, Coober Pedy Airport, Murnpeowie, Anna Creek, Cowarie ou encore Beresford (Australie-Méridionale) sont d'autres stations d'Australie-Méridionale, qui enregistrent toutes des précipitations annuelles moyennes inférieures à 160 mm d'eau.
Les déserts australiens ont tous de faibles précipitations ce qui explique le manque de végétation.

## Liste des principaux déserts
| Désert                   | États ou territoires                                      | Taille (km²) | (%) du total     |
| ------------------------ | --------------------------------------------------------- | ------------ | ---------------- |
| Grand désert de Victoria | Australie-Occidentale, Australie-Méridionale              | +348 750,    | 4,5 %            |
| Grand Désert de Sable    | Australie-Occidentale                                     | +267 250,    | 3,5 %            |
| Désert de Tanami         | Australie-Occidentale, Territoire du Nord                 | +184 500,    | 2,4 %            |
| Désert de Simpson        | Territoire du Nord, Queensland, Australie-Méridionale     | +176 500,    | 2,3 %            |
| Désert de Gibson         | Australie-Occidentale                                     | +156 000,    | 2,0 %            |
| Petit désert de sable    | Australie-Occidentale                                     | +111 500,    | 1,5 %            |
| Désert Strzelecki        | Australie-Méridionale, Queensland, Nouvelle-Galles du Sud | +080 250,    | 1,0 %            |
| Sturt Stony Desert       | Australie-Méridionale, Queensland, Nouvelle-Galles du Sud | +029 750,    | 0,3 %            |
| Désert de Tirari         | Australie-Méridionale                                     | +015 250,    | 0,2 %            |
| Désert de Pedirka        | Australie-Méridionale                                     | +001 250,    | - de +00 0000, % |

## Taille
Les tailles des déserts ne sont pas facilement mesurées ; les chiffres peuvent varier selon les sources,,,.
| Desert                   | Plus petite taille en (km²) | Plus grande taille en (km²) |
| ------------------------ | --------------------------- | --------------------------- |
| Grand Désert de Sable    | 267 250                     | 415 000                     |
| Grand désert de Victoria | 338 500                     | 650 000                     |
| Désert de Gibson         | 155 000                     | 310 800                     |
| Désert de Simpson        | 100 000                     | 584 500                     |

## Types de déserts et particularités australiennes
Il y a quatre types connus de déserts terrestres :
- les deserts continentaux (ou d'éloignement)
- les déserts tropicaux (ou zonaux)
- les déserts d'abri
- les déserts côtiers

Les déserts australiens répondent directement aux trois premiers critères. La grande circulation océanique au sud du continent et les courants marins froids de la zone australe jouent le quatrième rôle crucial, indirectement à l'origine des longues périodes de sécheresse continentale en imposant des hautes pressions atmosphériques. Quant à la cinquième hypothèse des déserts froids ou glacés, aussi saugrenue que peut apparaître cette assertion dans l'Australie actuelle, ils ont existé il y a plusieurs millions d'années. Les géomorphologues expliquent ainsi nombre de formations rocheuses spectaculaires, des monts Olga ou de l'Uluru à la vague surcreusée des Wind rocks, en faisant intervenir un dégel de formations (péri)glaciaires suivi de l'action éolienne sur une longue durée.
Des zones de l'outback autrefois désertique, des déserts tels que le désert de Simpson d'ouest en est ou des contrées montueuses telles les Arkaringa Hills se caractérisent par des paysages en océan de rocailles calcinées, appelées gibbers.

## L'écologie des zones désertiques australiennes

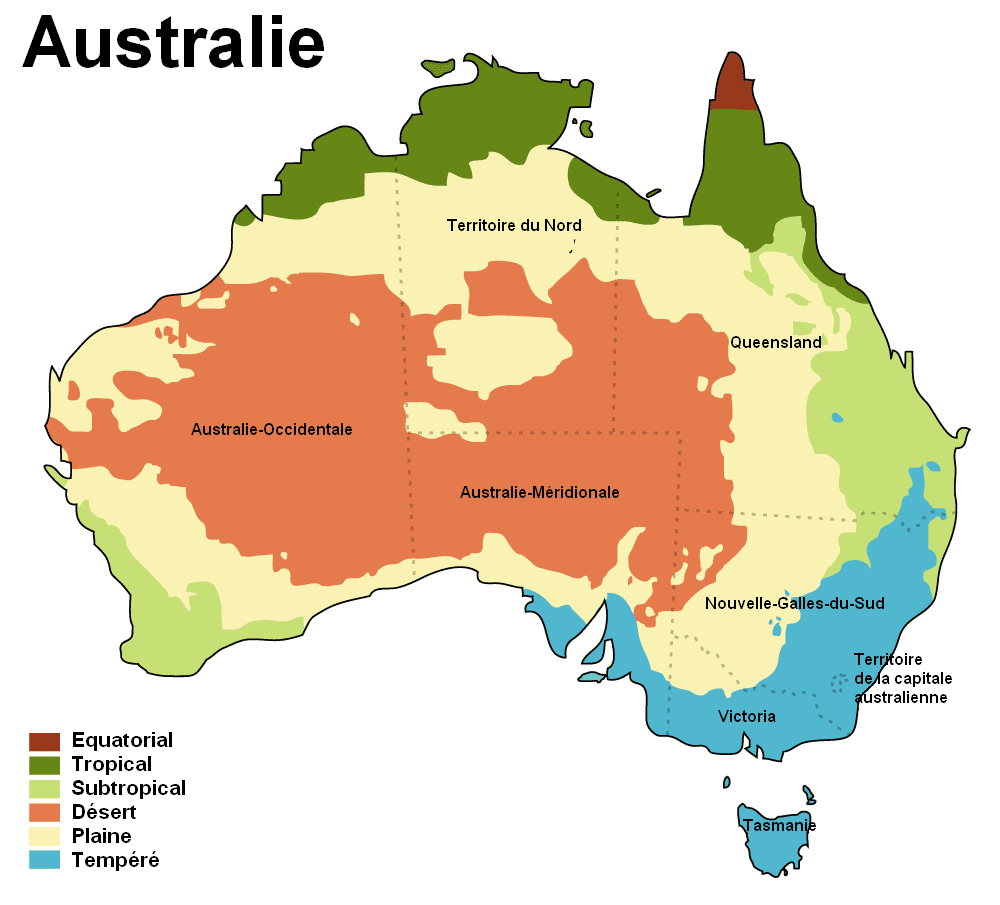
Carte des climats.

- Équatorial
- Tropical
- Subtropical
- Désert
- Prairie et savane
- Tempéré

### Sources
- (en) Cet article est partiellement ou en totalité issu de l’article de Wikipédia en anglais intitulé « Deserts of Australia » (voir la liste des auteurs).